# La Maison hantée (film, 1906)
La Maison hantée je francouzský němý film z roku 1907. Režisérem je Segundo de Chomón (1871–1929). Film trvá zhruba 6 minut.

## Děj
Film zachycuje tři přátele na výletě, kteří se rozhodnou odpočinout v opuštěném domě, ve kterém začne po jejich příchodu strašit.